# العلاقات الأسترالية النيبالية
العلاقات الأسترالية النيبالية هي العلاقات الثنائية التي تجمع بين أستراليا ونيبال.

## مقارنة بين البلدين
هذه مقارنة عامة ومرجعية للدولتين:
| وجه المقارنة                                              | أستراليا                                   | نيبال                               |
| --------------------------------------------------------- | ------------------------------------------ | ----------------------------------- |
| المساحة (كم2)                                             | 7.69 مليون                                 | 147.18 ألف                          |
| عدد السكان (نسمة)                                         | 24.51 مليون                                | 29.40 مليون                         |
| الكثافة السكانية (ن./كم²)                                 | 3.19                                       | 199.76                              |
| العاصمة                                                   | كانبرا، ملبورن                             | كاتماندو                            |
| اللغة الرسمية                                             | لغة إنجليزية                               | اللغة النيبالية                     |
| العملة                                                    | دولار أسترالي، جنيه إسترليني، جنيه أسترالي | روبية نيبالية                       |
| الناتج المحلي الإجمالي (بليون دولار)                      | 1.32 تريليون                               | 24.47 مليار                         |
| الناتج المحلي الإجمالي (تعادل القوة الشرائية) بليون دولار | 1.10 تريليون                               | 70.20 مليار                         |
| الناتج المحلي الإجمالي الاسمي للفرد دولار أمريكي          | 56.31 ألف                                  | 743                                 |
| الناتج المحلي الإجمالي للفرد دولار أمريكي                 | 45.92 ألف                                  | 2.37 ألف                            |
| مؤشر التنمية البشرية                                      | 0.939                                      | 0.548                               |
| رمز المكالمات الدولي                                      | +61                                        | +977                                |
| رمز الإنترنت                                              | .au                                        | .np                                 |
| المنطقة الزمنية                                           |                                            | ت ع م+05:45، التوقيت الموحد لنيبال ‏ |

## منظمات دولية مشتركة
يشترك البلدان في عضوية مجموعة من المنظمات الدولية، منها:
| علم المنظمة | اسم المنظمة                               | تاريخ انضمام أستراليا | تاريخ انضمام نيبال |
| ----------- | ----------------------------------------- | --------------------- | ------------------ |
|             | مؤسسة التنمية الدولية                     | 24 سبتمبر 1960        | 6 مارس 1963        |
|             | يونسكو                                    | 4 نوفمبر 1946         | 1 مايو 1953        |
|             | مؤسسة التمويل الدولية                     | 20 يوليو 1956         | 7 يناير 1966       |
|             | منظمة حظر الأسلحة الكيميائية              | ?                     | ?                  |
|             | الأمم المتحدة                             | 1 نوفمبر 1945         | 14 ديسمبر 1955     |
|             | منظمة الشرطة الجنائية الدولية             | ?                     | ?                  |
|             | البنك الدولي للإنشاء والتعمير             | 5 أغسطس 1947          | 6 سبتمبر 1961      |
|             | الاتحاد البريدي العالمي                   | ?                     | ?                  |
|             | المركز الدولي لتسوية المنازعات الاستشارية | 1 يونيو 1991          | 6 فبراير 1969      |
|             | وكالة ضمان الاستثمار متعدد الأطراف        | 10 فبراير 1999        | 9 فبراير 1994      |
|             | بنك التنمية الآسيوي                       | 1966                  | 1966               |
|             | منظمة التجارة العالمية                    | ?                     | ?                  |
|             | الفريق المعني برصد الأرض                  | ?                     | ?                  |

## وصلات خارجية
- موقع وزارة الخارجية الأسترالية
- موقع وزارة الخارجية النيبالية